# Zineb Hattab
Zineb Hattab, (Blanes, Gerona, 23 de julio de 1989) también conocida como Zizi Hattab, es una chef española de origen marroquí y propietaria del restaurante vegano KLE en Zúrich, Suiza. Hattab fue seleccionada como "descubrimiento del año" por Gault Millau en el año de apertura de su restaurante en 2020 y fue la primera chef vegana en Suiza en recibir una estrella verde Michelin. La cocina de Hattab se destaca por sus sabores intensos y platos complejos y equilibrados en un ambiente informal.

## Biografía
Zineb Hattab nació el 23 de julio de 1989 en Blanes, Girona, España, hija de padre y madre inmigrantes de Marruecos que llegaron al país para posteriormente afincarse en la Costa Brava durante la década de 1980. Creció en Blanes, un pequeño pueblo junto al mar Mediterráneo.
En 2007, Hattab se mudó a vivir a Barcelona para estudiar ingeniería. Durante sus estudios, vivió en un piso de estudiantes donde comenzó a cocinar para sus amigos y familiares.

## Trayectoria profesional
En 2012 Zineb Hattab se trasladó a Suiza donde trabajó durante dos años como desarrolladora de software en una empresa de ingeniería. En 2014, a la edad de 24 años, decidió dejar su vida empresarial y comenzó una nueva carrera como cocinera. Trabajó en Osteria Francescana de Massimo Bottura, Nerua de Josean Alija y El Celler de Can Roca de los hermanos Roca. También trabajó para Andreas Caminada en Schloss Schauenstein.
En 2017, Hattab se mudó a Nueva York, donde pasó un tiempo en Blue Hill y trabajó bajo la dirección del chef Enrique Olvera en el restaurante Cosme. Después de 2 años trabajando en Nueva York, regresó a Suiza para abrir su propio restaurante.
En enero de 2020, Zineb Hattab abrió KLE, un pequeño restaurante en Zúrich Wiedikon con buena cocina y un menú completamente vegano. Solo unas semanas después de su apertura, Gault&Millau lo premió con 14 puntos y nombró a Hattab como “Chef del Mes”. Durante 2021, KLE recibió 15 puntos Gault Millau y se convirtió en el primer restaurante vegano suizo galardonado con una estrella verde Michelin.
En octubre de 2021, Hattab abrió su segunda ubicación DAR con un restaurante y un bar de cócteles.

## Premios y reconocimientos
- 2020: Gault Millau, Descubrimiento del año[17][18]
- 2020: Gault Millau, 14 puntos[19]
- 2020: Gault Millau y American Express, Talentos 2020[20]
- 2021: Gault Millau, 15 puntos[21][22]
- 2021: Guía Michelin, Estrella Verde[23]
- 2022: Guía Michelin, Estrella Michelin
- 2022. Lista The World's 50 Best Restaurants en la categoría “pioneros de la hostelería.[24]
- 2022: N.º 23 del ranking Las 25 mejores chef de España.[25]

## Publicaciones
- The taste of love.[26]